# Carterville (Illinois)
Pour les articles homonymes, voir Carterville.
Carterville est une ville des États-Unis, située dans le comté de Williamson, dans l'État de l'Illinois.

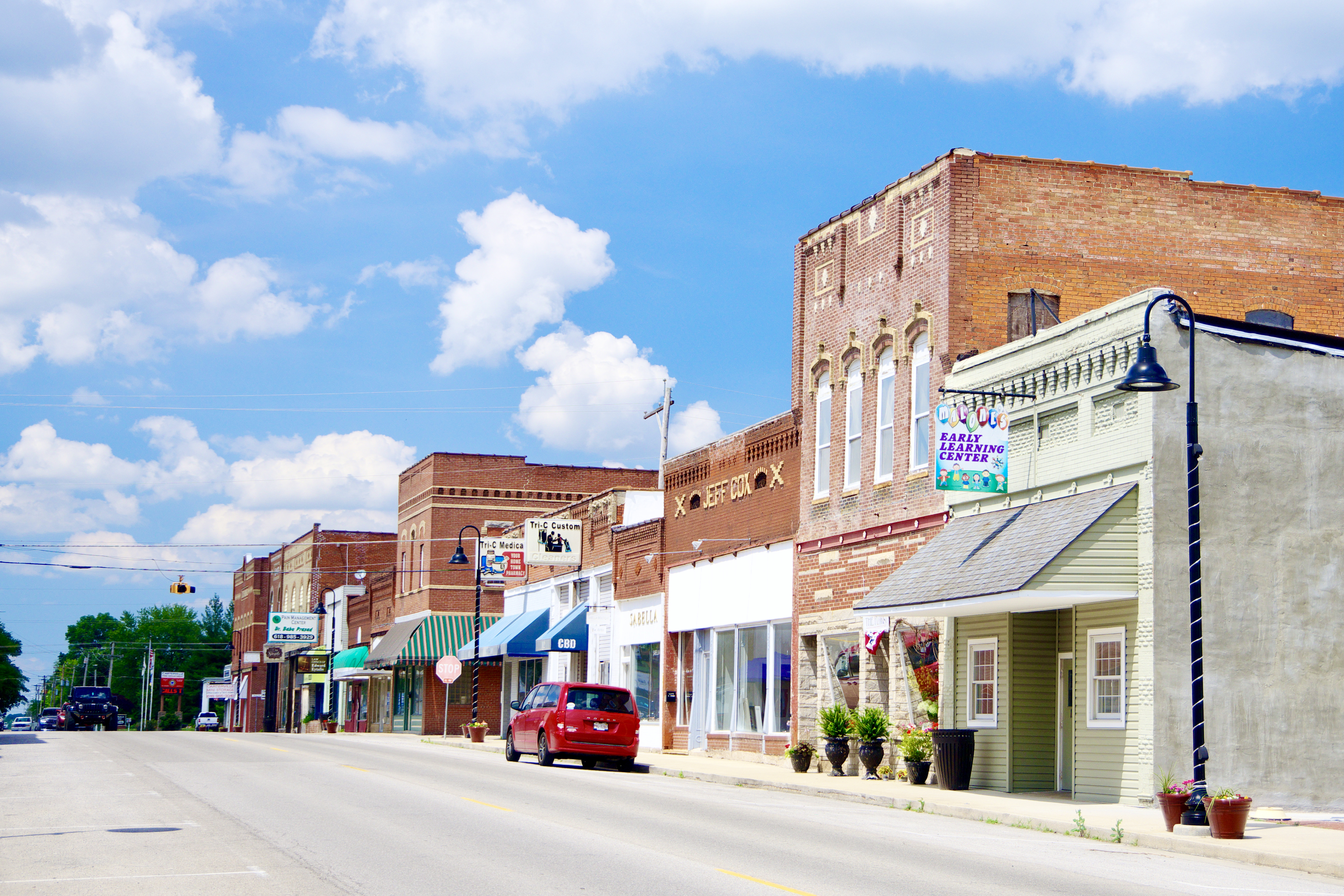
Rue Division

## Source
- (en) Cet article est partiellement ou en totalité issu de l’article de Wikipédia en anglais intitulé « Carterville, Illinois » (voir la liste des auteurs).